# East Hoathly with Halland
East Hoathly with Halland est un village du district de Wealden dans le Sussex de l'Est, en Angleterre.
Avant janvier 2000 il s'appelait East Hoathly.

## Personnalités liées à la commune
- William Botting Hemsley, botaniste
- Tony Banks du groupe Genesis y est né.
- Charlie Watts du groupe the Rolling Stones y a acheté une maison en 1967.

## Jumelage
- Juziers[2]